# Rouffigny
Rouffigny est une ancienne commune française du département de la Manche et de la région Normandie, devenue le 1er janvier 2016 une commune déléguée au sein de la commune nouvelle de Villedieu-les-Poêles-Rouffigny.
Elle est peuplée de 312 habitants.

## Géographie
La commune est située entre l'Avranchin et le Pays saint-lois. L'atlas des paysages de la Basse-Normandie la place au sud de l'unité de la Manche centrale, zone discontinue caractérisée par des « bocages [… apparaissant] comme le poste avancé, vers l’ouest, des structures bocagères bas-normandes ». Son bourg est à 5 km au sud-ouest de Villedieu-les-Poêles et à 17 km au nord-est d'Avranches.
Couvrant 672 hectares, le territoire de Rouffigny est le moins étendu du canton de Villedieu-les-Poêles. Les communes du canton ont toutefois toutes des superficies similaires, puisque la moyenne est de 985 hectares, la plus étendue en couvrant 1 510. L'ouest de la commune est traversé par l'A84.
L'ouest du bourg est traversé par la route départementale no 975 (ancienne route nationale 175) reliant Villedieu-les-Poêles au nord à Avranches au sud. Il y croise la D 486 menant à La Lande-d'Airou à l'ouest et à Chérencé-le-Héron à l'est. La D 561 en part également pour aller vers les bourgs de La Trinité et La Chaise-Baudouin au sud-est. Quelques autres départementales permettent l'accès aux différents lieux-dits de la commune ou périphériques. L'accès à l'A84 est à 6 km au nord, à Fleury (sortie 37).
Rouffigny est entièrement dans le bassin de la Sienne par son affluent l'Airou qui délimite le territoire au sud-ouest et dont le bras secondaire délimite en amont le sud puis le traverse. L'un de ses affluents, la Marchandière, collecte les eaux de la moitié nord de la commune.
Le point culminant (206 m) se situe à l'est, près du lieu-dit le Fougeray. Le point le plus bas (125 m) correspond à la sortie de l'Airou du territoire, au sud-ouest. À plus de 150 m d'altitude, le bourg domine la vallée de la rivière. La commune est bocagère.
Les lieux-dits sont, du nord-ouest à l'ouest, dans le sens horaire, la Colasière, la Malainfandière, la Beltière, la Petite Brière (au nord), la Morinière, la Clergerie, la Badrie, la Haute Badrie, la Marchandière, le Haut Manoir, le Fougeray, la Basse Quetterie, la Lucasière (à l'est), la Montellerie, la Prévôtière, le Logis de Rouffigny, la Massurie, la Feuchellerie, Beaumesnil (au sud), la Moinerie, le Bourg, les Béatrix, la Foucaudière, les Vallées, la Brière, la Jaunais (à l'ouest), la Petite Jaunaie.
| La Lande-d'Airou | La Lande-d'Airou, Villedieu-les-Poêles (comm. nouv. de Villedieu-les-Poêles-Rouffigny) | Chérencé-le-Héron |
| La Lande-d'Airou | Rouffigny                                                                              | Chérencé-le-Héron |
| Bourguenolles    | La Trinité                                                                             | La Trinité        |

## Toponymie
Le nom de la localité est attesté sous les formes Rufeneio en 1159, Rofigneium en 1186.
Le toponyme Rouffigny serait issu de l'anthroponyme roman Rufinius adjoint au suffixe latin de propriété -acus. En réalité, la plupart des toponymistes et des linguistes considèrent le suffixe -acus, généralement noté -acum, comme d'origine celtique (gaulois), -acon issu d'une forme primitive *-āko(n).
Le gentilé est Rouffignons.

## Histoire
Jacques du Pontavice (1706-1789), chevalier, marquis du Pontavice fut le dernier seigneur de Rouffigny. Afin de détourner les habitants qui ne voulaient plus de pigeons, avant la Révolution il avait fait construire un pigeonnier carré. Sa famille tenait Rouffigny depuis 1502.
Le 1er janvier 2016, Rouffigny intègre avec Villedieu-les-Poêles la commune de Villedieu-les-Poêles-Rouffigny créée sous le régime juridique des communes nouvelles instauré par la loi no 2010-1563 du 16 décembre 2010 de réforme des collectivités territoriales. Les communes de Rouffigny et Villedieu-les-Poêles deviennent des communes déléguées et Villedieu-les-Poêles est le chef-lieu de la commune nouvelle.

## Politique et administration

### Tendances politiques et résultats
Candidats ou listes ayant obtenu plus 5 % des suffrages exprimés lors des dernières élections politiquement significatives :
- Européennes 2014[11] (48,75 % de votants) : FN (Marine Le Pen) 52,25 %, UMP (Jérôme Lavrilleux) 15,32 %, DLF (Jean-Philippe Tanguy) 8,17 %, UDI - MoDem (Dominique Riquet) 8,11 %, PS-PRG (Gilles Pargneaux) 7,21 %.
- Législatives 2012[12] :
  - 1er tour (60,16 % de votants) : Philippe Gosselin (UMP) 42,47 %, Christine Le Coz (PS) 28,08 %, Denis Féret (FN) 20,55 %.
  - 2e tour (65,34 % de votants) : Philippe Gosselin (UMP) 58,64 %, Christine Le Coz (PS) 41,36 %.
- Présidentielle 2012[13] :
  - 1er tour (87,55 % de votants) : Marine Le Pen (FN) 30,84 %, Nicolas Sarkozy (UMP) 23,83 %, François Hollande (PS) 17,76 %, François Bayrou (MoDem) 14,95 %, Jean-Luc Mélenchon (FG) 9,10 %.
  - 2e tour (88,35 % de votants) : Nicolas Sarkozy (UMP) 54,15 %, François Hollande (PS) 7,01 %.

### Administration municipale
| Période                                                                | Période       | Identité                  | Étiquette | Qualité                            |
| ---------------------------------------------------------------------- | ------------- | ------------------------- | --------- | ---------------------------------- |
| 1790                                                                   | 1791          | Pierre Fontaine           |           |                                    |
| …1792                                                                  | 1792…         | Boucher                   |           |                                    |
| …1793                                                                  | 1795          | Pierre Le Provost         |           |                                    |
| 1795                                                                   | 1797          | Jean François Le Courtois |           |                                    |
| 1797                                                                   | 1798          | François Le Thimonier     |           |                                    |
| 1798                                                                   | 1799          | Jean Le Courtois          |           |                                    |
| 1800                                                                   | 1811          | François Le Thimonier     |           |                                    |
| 1811                                                                   | 1837          | Michel Boudet             |           |                                    |
| 1837                                                                   | 1860          | Jules Boudet              |           |                                    |
| 1860                                                                   | 1875          | Louis Auguste Debroise    |           |                                    |
| 1875                                                                   | 1907          | Louis Tétrel              |           |                                    |
| 1907                                                                   | 1913          | Achille Massue            |           |                                    |
| 1934                                                                   | 1955          | Léon Ozenne               |           |                                    |
| 1955                                                                   | 1960          | Victor Bazire             |           |                                    |
| 1960                                                                   | 1965          | René Chatel               |           |                                    |
| 1965                                                                   | 1972          | Raymond Massue            |           |                                    |
| 1972                                                                   | 1973          | Marcel Lehaut             |           |                                    |
| 1973                                                                   | 1977          | Pierre Legoupil           |           |                                    |
| mars 1977                                                              | avril 2014    | Louis Prével              | SE        | Agriculteur, négociant de bestiaux |
| avril 2014                                                             | décembre 2015 | Émile Constant            | SE        | Ingénieur en retraite              |
| Une partie des données est établie par Jean Pouëssel et Thomas Digiaud |               |                           |           |                                    |

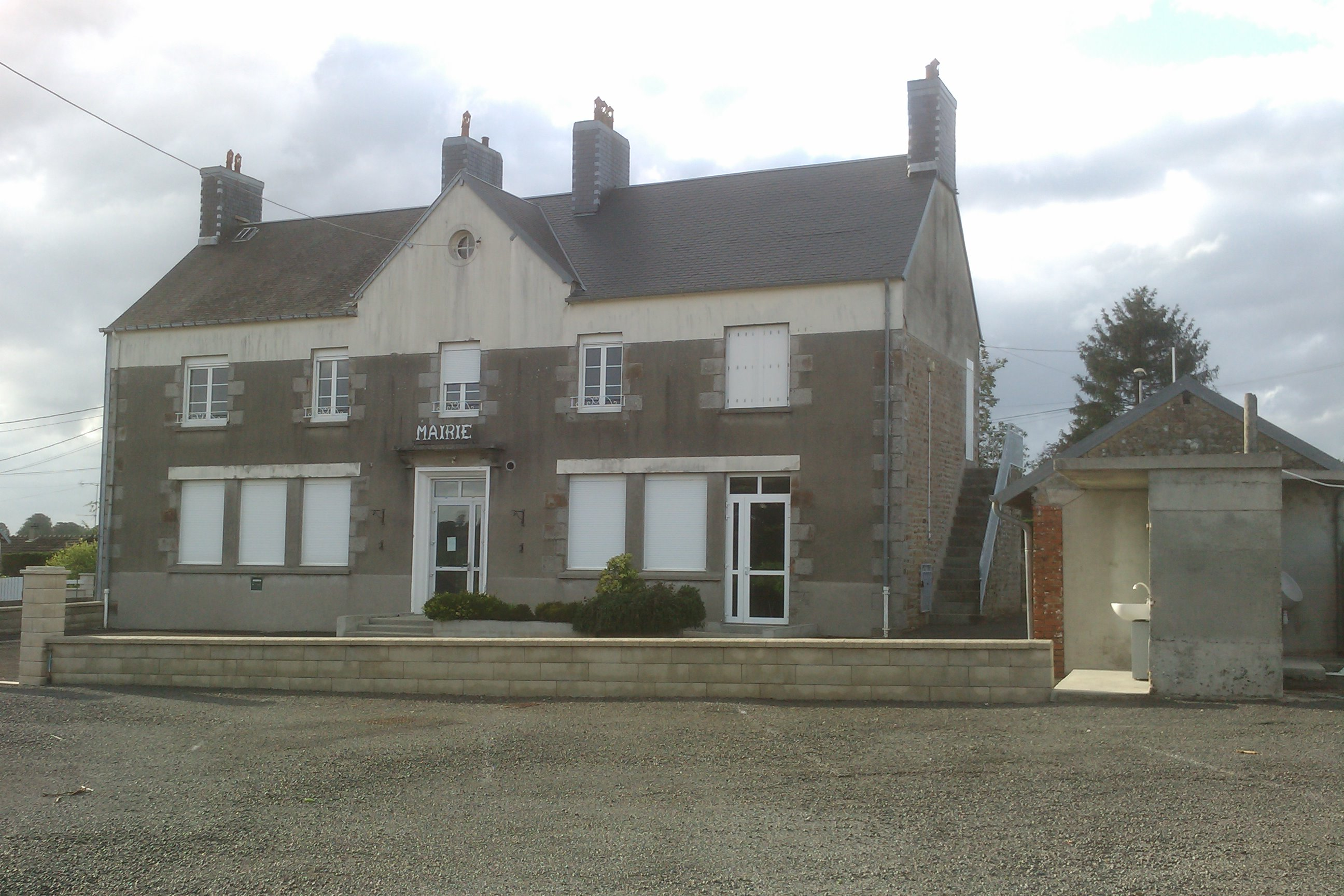
La mairie.

Le conseil municipal était composé de onze membres dont le maire et trois adjoints. Ces conseillers intègrent au complet le conseil municipal de Villedieu-les-Poêles-Rouffigny le 1er janvier 2016 jusqu'en 2020 et Émile Constant devient maire délégué.
| Période      | Période    | Identité          | Étiquette | Qualité               |
| ------------ | ---------- | ----------------- | --------- | --------------------- |
| janvier 2016 | mai 2020   | Émile Constant    | SE        | Ingénieur en retraite |
| mai 2020     | sept. 2020 | Guy Arthur        | SE        | Retraité              |
| nov. 2020    | En cours   | Nicolas Guillaume | SE        | Ingénieur projet      |

## Démographie
En 2021, la commune comptait 312 habitants. Depuis 2004, les enquêtes de recensement dans les communes de moins de 10 000 habitants ont lieu tous les cinq ans (en 2004, 2009, 2014, etc. pour Rouffigny) et les chiffres de population municipale légale des autres années sont des estimations.
Rouffigny a compté jusqu'à 490 habitants en 1851.
| 1793 | 1800 | 1806 | 1821 | 1831 | 1836 | 1841 | 1846 | 1851 |
| ---- | ---- | ---- | ---- | ---- | ---- | ---- | ---- | ---- |
| 445  | 442  | 421  | 454  | 456  | 404  | 422  | 438  | 490  |

| 1856 | 1861 | 1866 | 1872 | 1876 | 1881 | 1886 | 1891 | 1896 |
| ---- | ---- | ---- | ---- | ---- | ---- | ---- | ---- | ---- |
| 476  | 479  | 469  | 457  | 421  | 433  | 432  | 410  | 376  |

| 1901 | 1906 | 1911 | 1921 | 1926 | 1931 | 1936 | 1946 | 1954 |
| ---- | ---- | ---- | ---- | ---- | ---- | ---- | ---- | ---- |
| 341  | 361  | 334  | 291  | 295  | 294  | 301  | 326  | 319  |

| 1962 | 1968 | 1975 | 1982 | 1990 | 1999 | 2004 | 2009 | 2014 |
| ---- | ---- | ---- | ---- | ---- | ---- | ---- | ---- | ---- |
| 290  | 291  | 265  | 252  | 270  | 281  | 298  | 313  | 307  |

| 2018 | - | - | - | - | - | - | - | - |
| ---- | - | - | - | - | - | - | - | - |
| 315  | - | - | - | - | - | - | - | - |

## Lieux et monuments
- Église Notre-Dame (XVIe siècle) avec un cadran solaire daté de 1768 et une grosse tour carrée accolée à la nef couverte d'un toit en bâtière et des fenêtres de style roman XIIe. À l'intérieur voûte lambrissée. Elle abrite trois œuvres classées au titre objet aux monuments historiques : deux statues, une Vierge à l'Enfant du XIVe et saint Sébastien du XVe, et un maître-autel, tabernacle et portail de la sacristie[24]. L'édifice abrite également les statues de saint Éloi du XVIe, de saint Germain du XVe, de saint Laurent du XVIIIe, de saint Gilles du XVIe, une verrière du XXe de Charles Lorin dédiée aux morts de la guerre 14-18[9], une pierre tombale datée de 1723 et à l'entrée de l'édifice croix anciennes du cimetière.
- Logis de Rouffigny : pavillons d'entrée et pigeonnier de l'ancien château (1654) des Pontavice détruit avant 1789[9].
- Croix de chemin dite de la Brière du XIXe siècle.
- Calvaire du bourg du XIXe siècle.
- Croix de cimetière du XVIIe siècle et grotte de Lourdes du XIXe siècle.
- Moulin de l'Airou.
- Lavoir.